# Synagoge (Courcelles-Chaussy)

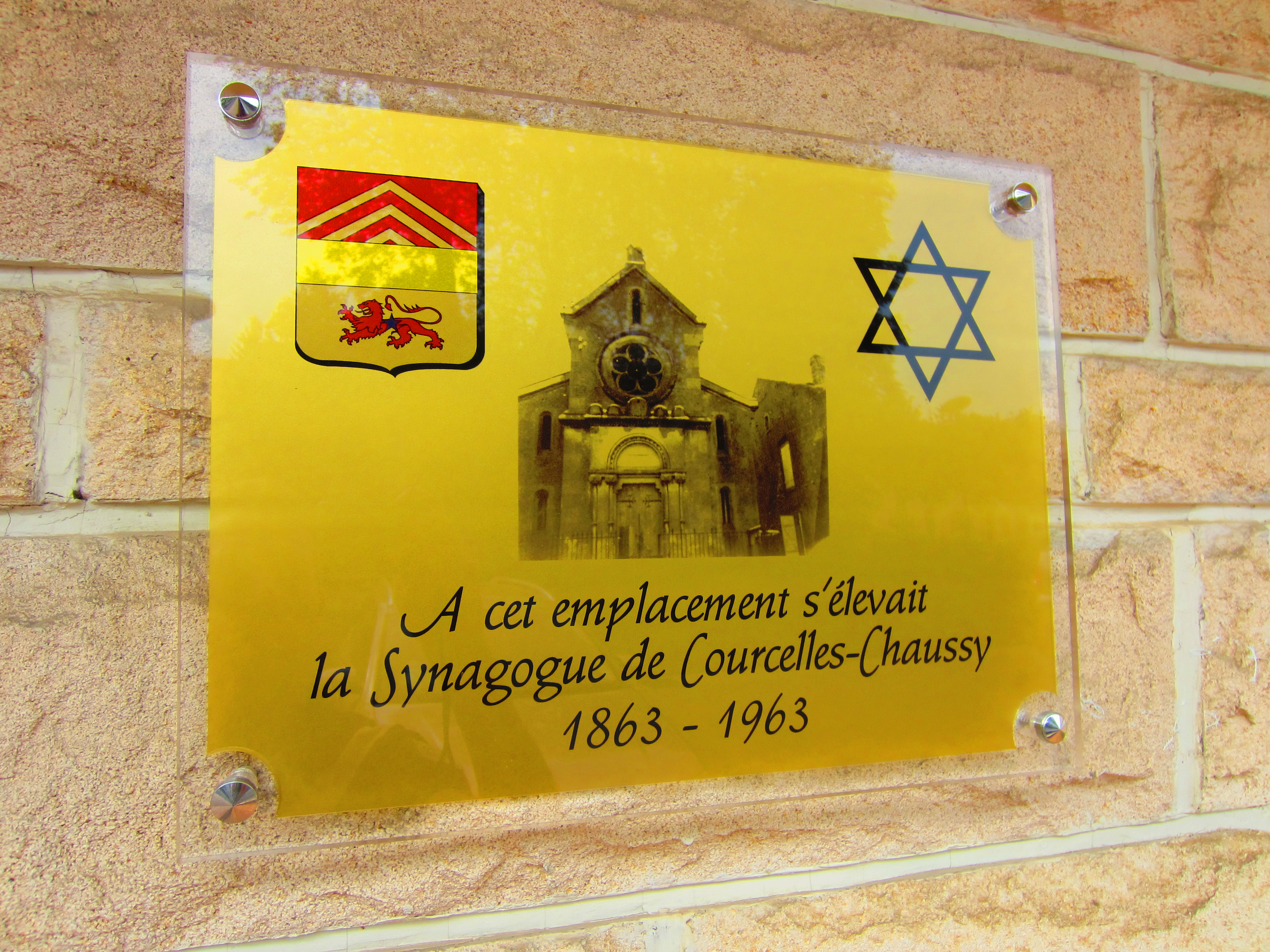
Gedenktafel zur Erinnerung an die Synagoge in Courcelles-Chaussy

Die Synagoge in Courcelles-Chaussy, einer Gemeinde im Département Moselle in der französischen Region Lothringen, wurde 1863 errichtet. Die Synagoge im Stil der Neuromanik stand in der Rue du Maréchal-Leclerc.
Sie wurde im Zweiten Weltkrieg schwer beschädigt und 1963 abgerissen.
Eine Gedenktafel am Wohnhaus, das auf dem Grundstück der Synagoge gebaut wurde, erinnert an die ehemalige Synagoge.